# Composition d'une équipe de rugby à XIII

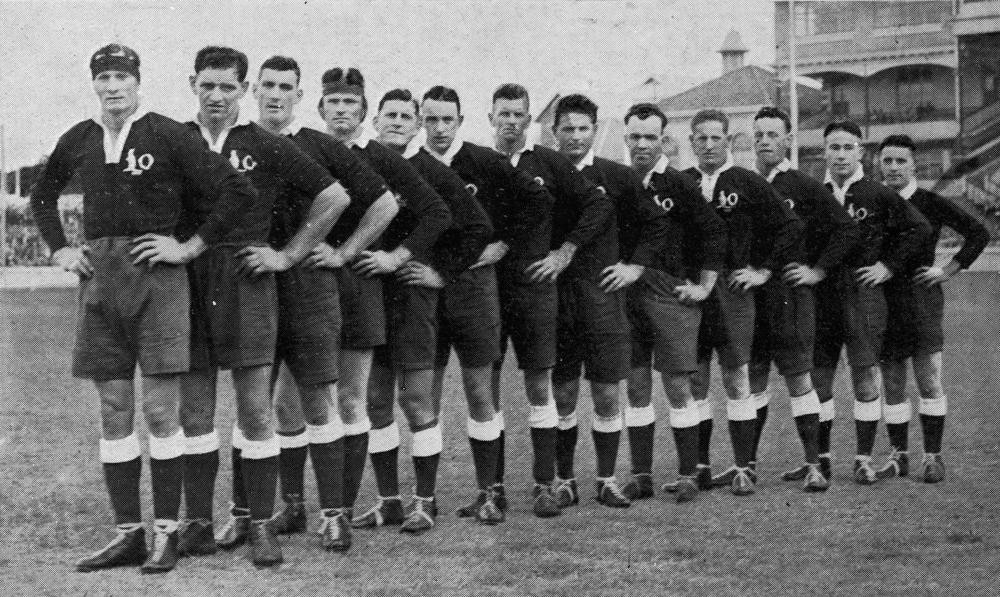
L'équipe de l'Etat du Queensland en 1931.

Une équipe de rugby à XIII est composée de treize joueurs ayant des postes bien définis. Six d'entre eux sont les avants, répartis en trois lignes : deux piliers et un talonneur en première ligne, deux deuxième ligne et un troisième ligne. Les sept autres sont les arrières avec une charnière composée du demi de mêlée et du demi d'ouverture, deux centres, deux ailiers et un arrière.
La partie sera jouée par deux équipes comprenant chacune treize joueurs au maximum. Les règles internationales prévoient que chaque équipe peut désigner un maximum de quatre joueurs remplaçants avant le début de la rencontre. Douze changements peuvent être effectués durant la partie (hors saignements).
Pour être facilement identifiables, les joueurs doivent être numérotés de 1 à 13 avec les numéros suivants (14 à 17) pour les joueurs remplaçants. D’autres numérotations pourront être utilisées après autorisation de l’organisme gérant la compétition. Le numéro porté par le joueur indique la place qu’il occupe au sein de son équipe.
Depuis la scission du rugby à XIII avec le rugby à XV, les postes dans la première forme de rugby ont beaucoup évolué.
Aujourd'hui si les noms des positions sur le terrain sont restés les mêmes, les joueurs qui les occupent n'ont plus les mêmes taches qu'à l'origine.

## Les positions
| \| \| 8 Pilier \| \| 9 Talonneur \| \| 10 Pilier \| \| \| \| \| \| 11 Deuxième ligne \| \| 12 Deuxième ligne \| \| \| \| \| \| \| \| 13 Troisième ligne \| \| \| \| \| \| \| \| \| \| \| \| \| \| \| \| \| \| 7 Demi de mêlée \| \| \| \| \| \| \| \| \| \| 6 Demi d'ouverture \| \| \| \| \| \| \| 4 Centre gauche \| \| 3 Centre droit \| \| \| \| \| \| 5 Ailier gauche \| \| \| \| 2 Ailier droit \| \| \| \| \| \| \| 1 Arrière \| \| \| \| \| |                 |                   |                    |                    |                |  |  |
| | 8 Pilier        |                   | 9 Talonneur        |                    | 10 Pilier      |  |  |
| |                 | 11 Deuxième ligne |                    | 12 Deuxième ligne  |                |  |  |
| |                 |                   | 13 Troisième ligne |                    |                |  |  |
| |                 |                   |                    |                    |                |  |  |
| |                 |                   | 7 Demi de mêlée    |                    |                |  |  |
| |                 |                   |                    | 6 Demi d'ouverture |                |  |  |
| |                 | 4 Centre gauche   |                    | 3 Centre droit     |                |  |  |
| | 5 Ailier gauche |                   |                    |                    | 2 Ailier droit |  |  |
| |                 |                   | 1 Arrière          |                    |                |  |  |

### Les arrières
Ils sont sept et sont numérotés du chiffre 1 au 7.

#### Arrière (1)
L'arrière (1) doit allier des capacités de défenseur à celles d'attaquant. En défense, il est le dernier rempart avant la ligne d'en-but et reste souvent en retrait pour réceptionner les ballons frappés au pied par l'équipe adverse et contre-attaquer. En attaque, il peut apporter sa contribution à l'offensive de son équipe en amenant le surnombre avec les ailiers et les centres : on dit alors qu'il s'intercale.

#### Les trois-quarts

##### Ailiers (2 et 5)
Les ailiers droit (2) et gauche (5) sont en bout de ligne d'attaque. Ils sont souvent d'un gabarit plus petit, leur vitesse doit leur permettre de contourner la défense adverse. Ce sont aussi des finisseurs, généralement les meilleurs marqueurs d'essai. Ils aident l'arrière à contre-attaquer.

##### Centres (3 et 4)
Les centres (3 et 4) : premier et deuxième centres, en fonction de leur proximité avec l'ouvreur, ils essaient de perforer la défense adverse en combinant technique, rapidité et puissance, ou de fixer leurs adversaires pour servir les trois-quarts aile. Le premier centre peut également, s'il est performant au pied, agir comme un second ouvreur. Le second centre est généralement un peu plus rapide et moins puissant, il fait la transition avec les ailiers.

#### Charnière

##### Demi d'ouverture (6)
Le demi d'ouverture (6) dirige le jeu : le plus souvent, à la suite d'un regroupement, une mêlée ou une touche, il reçoit le ballon de la part du demi de mêlée et, grâce à sa position plus reculée, possède une meilleure vision du jeu qui lui permet de choisir comment utiliser ce ballon. C'est à lui de décider s'il tape au pied, porte le ballon ou le passe. Il possède généralement un bon jeu au pied qui lui permet de trouver des touches ou de mettre en difficulté l'adversaire, mais ce n'est pas toujours lui qui tape les pénalités et transformations dans une équipe. Ces numéros 6 et 7 forment ce qu'on appelle la charnière.

##### Demi de mêlée (7)
Le demi de mêlée (7) anime le jeu : c'est généralement lui qui récupère le ballon en sortie de mêlée , il choisit de passer le ballon à l'un des avants pour tenter d'avancer en percussion au ras du regroupement, ou, plus rarement, de taper au pied par-dessus la défense. Il introduit également le ballon dans la mêlée. Agile et vif, il est capable de faire des passes rapides et précises afin de dynamiser le jeu.

### Les avants

#### La première ligne

##### Les piliers (8 et 10)
Les joueurs numérotés 8 et 10 sont les piliers gauche et droit. Lors des mêlées, ils entourent le talonneur et constituent la première ligne. Leur rôle principal est la défense. S'ils font partie des joueurs les plus lourds de l'équipe, leur vitesse et leur technique de passe sont également des atouts car ils sont souvent mis à contribution dans le jeu courant. 

##### Le talonneur (9)
Le talonneur est positionné derrière le tenue pour orienter le jeu ,vers son demi de mêlée  ou vers son ouvreur , ces-derniers placés à droite et à gauche de la ligne d'attaque . Il doit être vif et agressif, disposer d'une bonne accélération pour lui permettre d'effectuer des départs au ras du tenu, et d'une bonne passe pour faciliter la remise en jeu du ballon.

#### Les deuxième ligne (11 et 12)
Les deuxième ligne (numéros 11 et 12) sont traditionnellement les plus grands joueurs de l'équipe. Ils représentent la puissance de combat de l'équipe.

#### Le troisième ligne (13)
Le troisième ligne (13), appelé en anglais "loose forward" ou "lock", est un joueur à la fois puissant et mobile, très bon plaqueur pour défendre efficacement sur l'adversaire. Le poste de troisième ligne centre est le plus souvent tenu par un joueur d'expérience et de grande taille, possédant assez de recul et d'autorité pour orienter le travail de ses équipiers.